# Viadotto Serra Cazzola
Il viadotto Serra Cazzola è un viadotto della strada statale 640 Strada degli Scrittori, in provincia di Agrigento. Aperto nel 2013, è stato il primo viadotto ad arco ribassato e con una lunghezza di varo superiore a mille metri ad essere realizzato in Europa utilizzando la tecnica della spinta sincronizzata.

## Descrizione

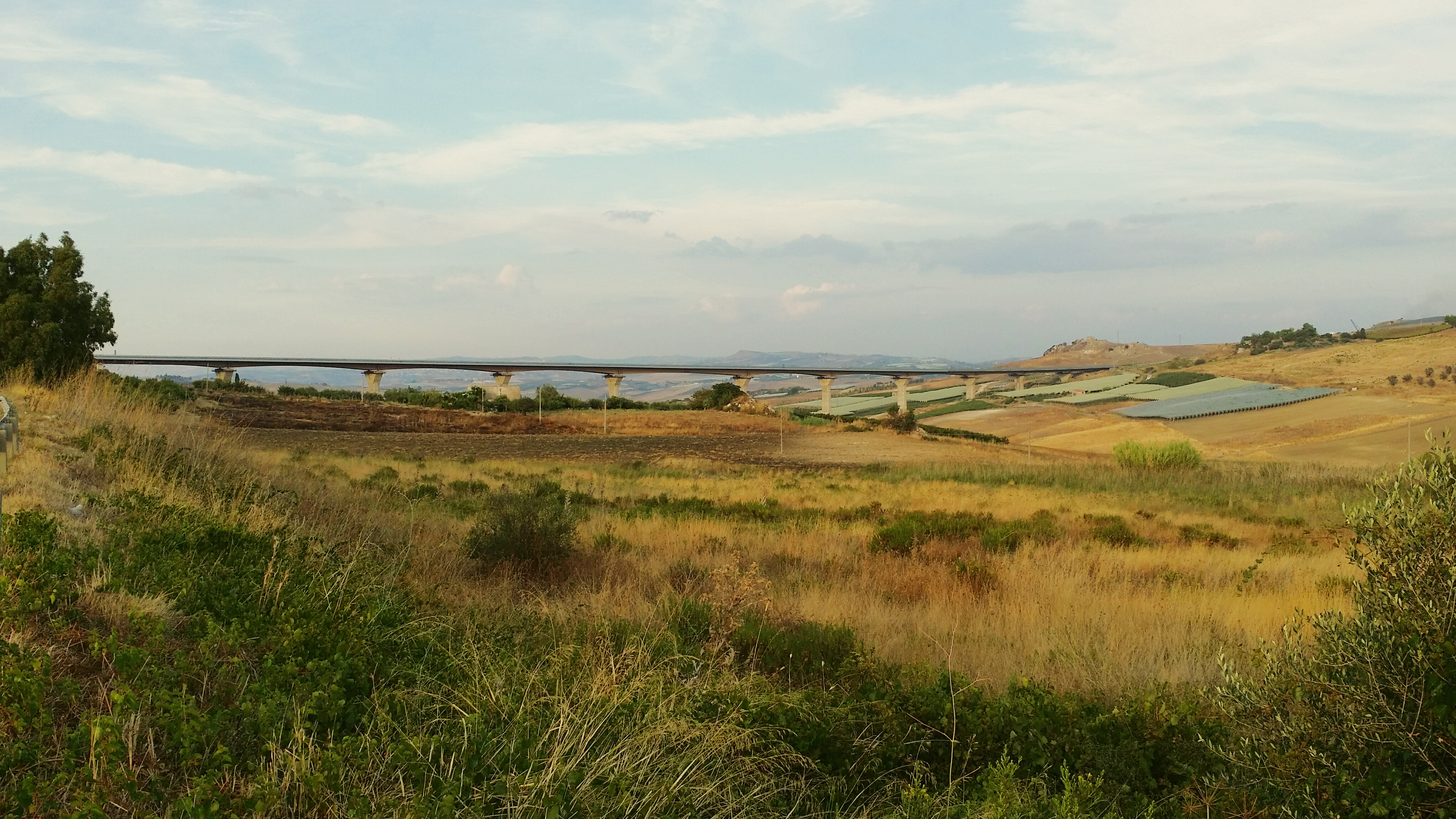
Il viadotto Serra Cazzola all'interno dell'omonima contrada.

Il viadotto si trova a cavallo dei territori comunali di Castrofilippo e Canicattì. Si sviluppa per 980 metri, con una larghezza di 26,5 m che include due carreggiate stradali con due corsie ciascuna, e un'altezza massima da fondovalle di circa 70 m. Per diminuirne l'impatto ambientale, le dodici campate di cui è costituito presentano una luce tanto più grande quanto maggiore è l'altezza da fondovalle (da 55 m a 120 m). Le pile hanno un’altezza variabile da 13 a 58 m.
È stato realizzato tramite spinta sincronizzata, che prevede la spinta dell'impalcato metallico, già assemblato a segmenti (detti conci) nelle apposite zone dietro le spalle, verso il centro della valle tramite un sofisticato sistema di sollevamento e spinta sincronizzata. La spinta riguarda due tratti di circa 500 metri, ciascuno a partire da un'estremità del viadotto.
La costruzione del viadotto è avvenuta nell'ambito dei lavori per il raddoppio della strada statale 640 di Porto Empedocle, e costituisce l'opera principale del primo maxilotto. È stato inaugurato il 3 dicembre 2013, dopo circa 4 anni di lavori, contestualmente all'apertura al transito della variante di circa 4 km lungo cui si trova. Il viadotto era già stato utilizzato nell'ottobre precedente per consentire il transito dei pezzi della TBM da impiegare per lo scavo della galleria Caltanissetta.